# Shutter
Shutter — серия комиксов, которую в 2014—2017 годах издавала компания Image Comics.

## Синопсис
Главным героем является Кейт Кристофер. Раньше она была весьма известной исследовательницей и сейчас вынуждена вернуться к прошлой жизни.

## История создания
Китиндж вдохновлялся «Сагой». Он говорил, что «темы, которые исследуются в Shutter, и то, как они переданы, отражают нашу творческую команду, то, что мы испытали, то, что у нас в душе». Художница отмечала, что для неё «название [серии] всегда означало нечто более символическое, нежели чем буквальное».

## Коллекционные издания
| Название                 | Тип            | Дата выхода      | Собранный материал | Кол-во страниц | ISBN                       | Предполагаемый объём продаж (первый месяц) |
| ------------------------ | -------------- | ---------------- | ------------------ | -------------- | -------------------------- | ------------------------------------------ |
| Vol. 1: Wanderlost       | Мягкая обложка | 12 ноября 2014   | Shutter #1-6       | 136            | 978-1632151452, 1632151456 | 2 740, позиция в Северной Америке — 30     |
| Vol. 2: Way of The World | Мягкая обложка | 8 июля 2015      | Shutter #7-12      | 144            | 978-1632154330, 1632154331 | 1 764, позиция в Северной Америке — 58     |
| Vol. 3: Quo Vadis        | Мягкая обложка | 13 января 2016   | Shutter #13-17     | 112            | 978-1632155399, 1632155397 | 1 258, позиция в Северной Америке — 75     |
| Vol. 4: All Roads        | Мягкая обложка | 3 августа 2016   | Shutter #18-22     | 128            | 978-1632158383, 1632158388 | 1 192, позиция в Северной Америке — 103    |
| Vol. 5: So Far Beyond    | Мягкая обложка | 27 сентября 2017 | Shutter #23-30     | 192            | 978-1534302501, 1534302506 | 863, позиция в Северной Америке — 112      |

## Отзывы
На сайте Comic Book Roundup серия имеет оценку 8,1 из 10 на основе 130 рецензий. Бенджамин Бейли из IGN дал первому выпуску 9 баллов из 10 и написал, что «рисунки [Лейлы дель Дуки] интересные и подробные». Дженнифер Ченг из Comic Book Resources считала, что «Shutter #1 — сильный дебют». Брендан Макгуирк из Newsarama поставил первому выпуску оценку 9 из 10 и отметил, что у комикса «очень подходящее название». Его коллега Аарон Дюран присвоил дебюту такой же балл и похвалил художников. Пирс Лидон с того же портала дал первому выпуску оценку 6 из 10 и подчеркнул, что «нам повезло, что Image Comics выпускает множество комиксов в разных жанрах». Джен Апрахамян из Comic Vine вручила дебюту 4 звезды из 5 и посчитала, что благодаря художнице «Shutter сразу же обретает свой собственный стиль». Ханна Минс Шеннон из Bleeding Cool назвала Shutter «смелым комиксом».